# Geranium charucanum
Geranium charucanum là một loài thực vật có hoa trong họ Mỏ hạc. Loài này được Standl. mô tả khoa học đầu tiên năm 1940.